# Муґай
«Муґай» (англ. The Moogai) — австралійський фільм жахів 2024 року, заснований на однойменному короткометражному фільмі, прем'єра якого відбулася на кінофестивалі «Санденс» у січні 2024 року. Сценарист і режисер Джон Белл, головні ролі у фільмі виконали Шері Себбенс і Мейн Вайатт.

## Синопсис
Історія розповідає про молоду матір-аборигенку, яка вважає, що її дитина одержима, і містить корінні австралійські теми, пов'язані з украденими поколіннями (урядова політика примусового відібрання дітей аборигенів у їхніх батьків) та сновидіннями. Муґай — це слово з мови бунджалунгів, що означає «привид».

## Акторський склад
- Шарі Себбенс — Сара
- Мейн Ваятт — Ферґус
- Тесса Роуз — Рут
- Кларенс Раян — Рей Бой
- Крістіан Баєрс — констебль Флетлі
- Тобі Леонард Мур — доктор Барнс
- Белла Гіткот — Бекі
- Александра Дженсен — міс Міллер

## Виробництво
Однойменний короткометражний фільм Белла отримав нагороду Великого журі Midnight Shorts на кінофестивалі SXSW у 2021 році, а також нагороду за найкращу режисуру на Бруклінському фестивалі фільмів жахів у 2021 році. Фільм доступний в Австралії на безкоштовному стримінговому сервісі SBS on Demand.
Співпродюсерами фільму виступили Крістіна Кейтон та Саманта Дженнінгс з Causeway Films. За візуальні ефекти відповідала південноавстралійська компанія зі спецефектів KOJO Studios. Марті Пеппер з KOJO, який був виконавчим директором постпродакшну, створив копію знімального майданчика у власному будинку у Віллунзі для створення ефектів під час постпродакшну.

## Прем'єра
Прем'єра фільму відбулася 21 січня 2024 року в секції «Опівніч» кінофестивалю «Санденс».

## Оцінки
Рецензенти на прем'єрі «Санденсу» дали «Муґаю» неоднозначні відгуки, зокрема рецензент RogerEbert.com припустив, що «покращення ефектів» допомогло б фільму, і висловив сподівання, що він буде доопрацьований перед виходом у прокат.